# Niederndorf (Tyrol)
Niederndorf – gmina w zachodniej Austrii, w kraju związkowym Tyrol, w powiecie Kufstein. Według Austriackiego Urzędu Statystycznego liczyła 2648 mieszkańców (1 stycznia 2015).